# Alí Primera (metro de Los Teques)
Alí Primera, (antes conocida también como El Tambor, por el sector donde se ubica) es una de las estaciones de la línea 1 del Metro de Los Teques.

## Características
Se trata de un punto a medio camino entre la estación Ayacucho y la estación Guaicaipuro. Se encuentra cerca del Centro de economía popular Alí Primera, del Liceo Roque Pinto y del núcleo Los Teques de la Universidad Católica Andrés Bello. Fue inaugurada el 3 de noviembre de 2006 por las autoridades del gobierno venezolano. Inicialmente el tramo Las Adjuntas - Alí Primera funcionaba por una sola vía hasta que en 2007 fue inaugurada la segunda vía que permitió el funcionamiento integral de la estación.
Fue llamada así en honor del cantante, poeta y compositor venezolano Ely Rafael Primera Rosell conocido popularmente como Alí Primera quien falleciera en un accidente de tránsito en 1985.